# Marit Aarum
Marit Johanne Aarum, född 22 april 1903, död 19 februari 1956, var en norsk nationalekonom, ämbetsman, kvinnorättskämpe och liberal politiker. 
Hon var ordförande för Norsk Kvinnesaksforening från 1954 till sin död; hon var 1 vice ordförande från 1952 och tog över som ordförande när Ingerid Gjøstein Resi dog i en flygolycka i Sovjetunionen i augusti 1955. Aarum var politiker för socialliberala Venstre och var fullmäktigeledamot i Oslo, biträdande medlem av Oslos ordförandeskap (byregering), medlem av ett antal kommunala kommittéer i Oslo och suppleant i Stortinget.
Aarum tog cand.oecon.-examen vid Det Kongelige Frederiks Universitet 1926 och anställdes vid den norska arbetsinspektionsmyndigheten, där hon blev inspektör och senare konsult 1945, vid den tiden en relativt hög position. Bland annat arbetade hon med internationella avtal och förhandlingar, och särskilt med FN-systemet. Hon var regeringens sändebud för Norge vid den internationella arbetskonferensen 1948 och representerade ofta Norge vid möten i Internationella arbetsorganisationen (ILO) och arbetade som FN-expert i Pakistan för ILO 1952–1953, där hon var upptagen med att förbättra arbetsförhållandena inom industri och jordbruk.